# Tadeusz Ładniak
Tadeusz Ładniak (ur. 19 maja 1953 w Międzyrzecu Podlaskim, zm. 28 listopada 2016 w Toruniu) – polski lekarz, specjalista chorób wewnętrznych, społecznik.

## Życiorys
Po studiach na Wydziale Lekarskim Akademii Medycznej w Lublinie, w 1979, przybył do Torunia i podjął pracę w Wojewódzkim Szpitalu Zespolonym, z którym pozostał związany przez niemal 40 lat, pracując do 31 stycznia 2008 w Oddziale Chorób Wewnętrznych, a od 1 lutego tego roku w Oddziale Klinicznym Nefrologii, Diabetologii i Chorób Wewnętrznych CM UMK. Był jednym z lekarzy kierujących akcją ratowniczą ofiar katastrofy kolejowej, która miała miejsce 19 sierpnia 1980 w podtoruńskim Otłoczynie. Przez wiele lat działał na rzecz Stowarzyszenia Opieki Nad Dziećmi Opuszczonymi pn. Oratorium im. bł. ks. Br. Markiewicza w Toruniu. Był odznaczony Krzyżem Kawalerskim Orderu Odrodzenia Polski, Złotym Krzyżem Zasługi, medalem "Zasłużony dla Miasta Torunia" oraz wieloma innymi wyróżnieniami i odznaczeniami.
Zmarł w wieku 63 lat z powodu choroby nowotworowej. Uroczystości pogrzebowe odbyły się w dniu 30 listopada 2016 w Kościele Miłosierdzia Bożego i św. Siostry Faustyny i na Centralnym  Cmentarzu Komunalnym przy ul. Grudziądzkiej 192 w Toruniu.
19 maja 2017 odbyło się uroczyste nadanie imienia dr Tadeusza Ładniaka rondu na skrzyżowaniu ulic Polnej, Traktorowej i Fortecznej w Toruniu.